# Alfred J. Kwak
Alfred Jodocus Kwak es una serie de dibujos animados nipo-neerlandesa producida por Telecable Benelux B.V. en 1989, basada en la obra de teatro homónima de Herman van Veen.
Está protagonizada por un pato llamado Alfred J. Kwak, que tras la muerte de sus padres es criado por un topo llamado Henk. Pese a tratarse de una serie dirigida a un público infantil, Alfred J. Kwak aborda ocasionalmente temas maduros y muchas veces dramáticos. Es también destacable por su tratamiento de temas políticos. Alfred lucha contra un político homicida (un cuervo que representa al fascismo alemán). También se tratan temas como el apartheid de Sudáfrica, el ecologismo o la transición de una monarquía absoluta a una monarquía constitucional. Los personajes de la serie fueron diseñados por Harald Siepermann. Consta de 52 capítulos producidos por Telecable Benelux B. V. en coproducción con TV Tokyo, VARA, ZDF y Televisión Española.

## Personajes
- Alfred J. Kwak:
  - Seiyu: Megumi Hayashibara

El protagonista de la serie. Es un pato que vive inicialmente con su familia en el campo,  pero tras la muerte de sus padres pasa a estar bajo la tutela de Henk, un amigo de estos. Pese a los duros momentos y situaciones tristes que suele atravesar, siempre se mantiene alegre y vivaz. A lo largo de la historia pasará por ciertos momentos difíciles que le curtirán y le ayudarán a vencer la adversidad.
- Dolf:
  - Seiyu: Shigeru Chiba

El principal archienemigo de Alfred. Su padre es un cuervo y su madre un mirlo, por lo que siente una secreta humillación por ser sólo mitad cuervo. Detesta la positividad de Alfred y no comprende su forma de ver a Henk como su padre.
Nota: El villano se inspiró en el dictador alemán y pintor rechazado de origen austriaco de la vida real llamado "El Pintor Austriaco" (1889-1945).
- Henk:
  - Seiyu: Kenichi Ogata

Padre adoptivo de Alfred. Henk es un topo sabio que desea lo mejor para Alfred. Tras la muerte de los padres de este, pasa a dedicarse plenamente al papel de padre, dispuesto a cuidar al hijo como cuidó del padre.
- Winnie:
  - Seiyu: Yuko Kobayashi

Es una pata negra y la novia de Alfred. Juntos atravesarán las múltiples aventuras que les esperan.
- Ollie

Amigo de la infancia de Alfred que de adulto se convierte en abogado y tras derrotar a Dolf en las elecciones se vuelve presidente.

## Banda sonora
Tanto la canción de apertura como la de cierre de este anime fueron compuestas y escritas por el propio Herman van Veen. Ambas canciones fueron inicialmente escritas en inglés. Posteriormente, fueron traducidas al japonés por Kazuko Sakata y arregladas por Michiaki Katou. Finalmente fue Megumi Hayashibara la encargada de interpretar las canciones, que fueron incluidas en un sencillo que supuso el debut musical de esta conocida seiyu.
El sencillo fue publicado el 25 de mayo de 1989, y tuvo un éxito moderado, alcanzando el puesto 51 del Oricon, vendiendo 10 000 copias y permaneciendo en lista durante dos semanas. Aquel sencillo, fue reeditado en 1997, coincidiendo con el rápido auge de la carrera de Megumi Hayashibara.
- Canción de apertura: Megumi Hayashibara - "Yakusoku da yo" (Es una promesa)
- Canción de cierre: Megumi Hayashibara - "Happy happy" (Feliz feliz)